# شارلوت فلير
 أشلي الزابيث فلير  (بالإنجليزية: Charlotte Flair)‏ (ولدت في 5 أبريل 1986) هي مصارعة أمريكية محترفة ومدربة شخصية سابقة، تعمل حاليا في اتحاد دبليو دبليو إي تصارع في عرض سماكداون لايف تحت اسم شارلوت فلير. مصارعة من الجيل الثاني، هي ابنة أسطورة المصارعة ريك فلير وشقيقة كل من ديفيد و‌ريد فلير.
وقعت لصالح دبليو دبليو إي في عام 2012، وظهرت لأول مرة في اتحادهم التطويري التابع أن أكس تي في 2013. في 2014 أصبحت بطلة أن أكس تي للسيدات وصنفتها مجلة برو رسلينق أليستريتد كصاعدة هذه السنة. بعد صعودها إلى العروض الرئيسية في 2015، أصبحت آخر بطلة لبطولة WWE لديفاز وأول بطلة لبطولة سيدات دبليو دبليو إي في راسلمينيا 32 -الذي تم تغيير اسمه إلى بطولة سيدات الراو بعد إنشاء بطولة سيدات سماك داون - في أربع مناسبات قياسية.
مباراتها أمام ساشا بانكس في عرض هيل أن سيل في أكتوبر 2016 كانت أول مباراة تتصدر عرض شهري لدبليو دبليو إي، بالإضافة لكونها أول مباراة نساء تلعب داخل هيل أن سيل. الاثنتين في 2016، أيضا تصدرتا عرض راو لأول مرة منذ 2004. وأصبحت أول امرأة تفوز بجائزة PWI (برو رسلينق أليستريتد) لعداوة السنة. كما سجلوا أيضا الرقم القياسي لأطول مباراة نساء في دبليو دبليو إي وذلك في عرض رودبلوك: أند أوف ذا لاين في ديسمبر 2016 في أكثر من 34 دقيقة. أيضا في 2016، تم منحها جائزة أفضل مصارعة لهذه السنة، في حين تصدرت قائمة أفضل 50 مصارعة لهذا العام (2016) بالمرتبة الأولى.

## النشأة
ولدت أشلي فلير في شارلوت، كارولاينا الشمالية لـريك فلير وزوجته -في ذلك الوقت- أليزابيث. لديها أخت كبيرة غير شقيقة ميغان، وأخ غير شقيق ديفيد، بينما توفي شقيقها ريد في مارس 2013. فلير حملت مرتين بطولة NCHSAA 4 A-State لكرة الطائرة ذلك الوقت في مدرسة بروفيدس الثانوية، بما في ذلك كونها قائدة الفريق وأفضل لاعبة في السنة من 2004-2005. دخلت جامعة أبالاشيان في بون (كارولاينا الشمالية) قبل أن تنتقل لجامعة ولاية كارولاينا الشمالية، حيث تخرجت مع بكالوريوس العلوم في العلاقات عامة في ربيع 2008. أيضا كانت مدربة شخصية معتمدة قبل أن تصبح مصارعة.

## مسيرتها في مصارعة المحترفين

### بطولة العالم للمصارعة(2000)
فلير ظهرت لأول مرة في مصارعة المحترفين عندما كان عمرها 13 سنة، ظهرت مع والدها في بطولة العالم للمصارعة باسم أشلي فلير وكان في عرض ذا أميركان باش تاريخ 11 يونيو 2000، حينما كانت بجوار الحلبة في مباراة أعتزال بين والدها وأخوها ديفيد. بعد أن حاول فينس روسو التدخل في المباراة قامت هي وشقيقها ريد بمهاجمته وتقييد يديه، مما مكن والدهما من المضي قدما لهزيمة أخيها الغير شقيق ديفيد. وبعدها في الحلقة التالية من دبليو سي دبليو مونداي نايترو واجه ديفيد جنبا إلى جنب مع فينس روسو والدها ريك فلير في مباراة اثنان ضد واحد مع عائلة فلير بجوار الحلبة. حاولت أن تتدخل ولكن تم منعها من قبل رجال الأمن R&B أتباع روسو. والدها خسر تلك المباراة وتمت حلاقة شعره من قبل ديفيد وروسو.

### دبليو دبليو إي

#### بطلة سيداتأن أكس تي(2012-2015)
في 17 مايو 2012، فلير وقعت عقد تطويري مع دبليو دبليو إي وتم أرسالها الأتحاد التطويري التابع لهم أن أكس تي. أعتمدت أسم لها في الحلبة وهو شارلوت أول مباراة متلفزة لها كانت تاريخ 17 يوليو 2013 في عرض أن أكس تي وأنتصرت على بايلي.

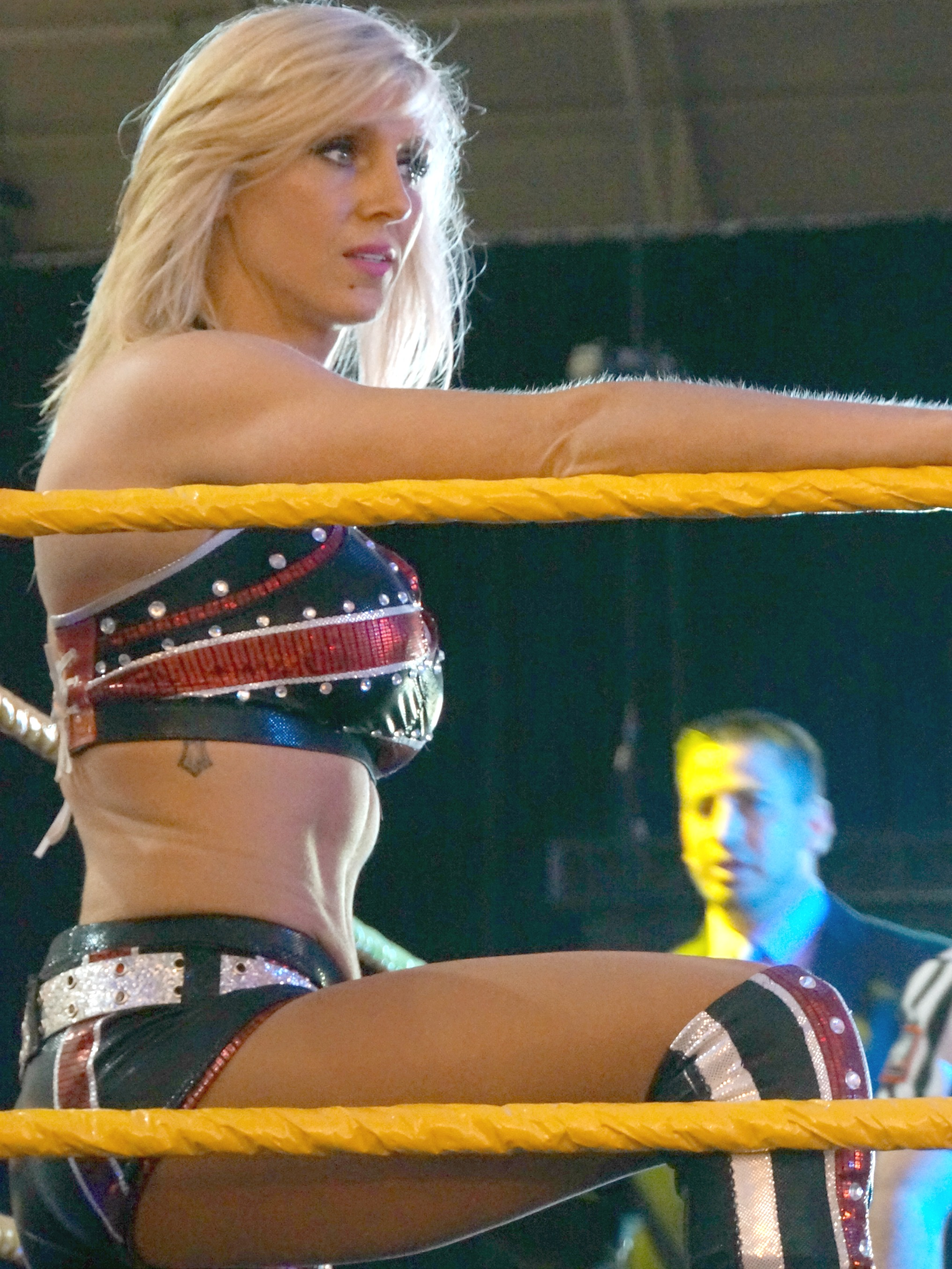
فلير في أبريل 2014

في أواخر عام 2013، شارلوت شكلت فريق مع بايلي، الأثنتان أنتصرتا على أكسانا و‌أليشا فوكس في عرض أن أكس تي يوم 4 سبتمبر. في 10 أكتوبر عرض أن أكس تي، بايلي رافقت شارلوت للحلبة لمباراة أمام سانتانا قاريت وأنتصرت بالمباراة، خلال المباراة فريق The BFFs (ساشا بانكس و‌سمر راي) أتوا للحلبة وحاولوا أقناع بايلي للأنضمام لفريقهم وإزعاج شارلوت. ومع ذلك، في 13 نوفمبر عرض أن أكس تي، شارلوت هاجمت بايلي وأنضمت لفريق The BFFs وبذلك أصبحت بالشخصية الشريرة.
وبعد غياب شهرين بسبب الأصابة شارلوت عادت في 8 يناير 2014، وبدأت ترافق ساشا بانكس و‌سمر راي لمبارياتهم. في فبراير، شارلوت واجهت وتحدت بطلة بطولة سيدات ان اكس تي بايج خلال مقابلة لها مع رينيه يونغ. بعد صعود راي إلى العروض الرئيسية، شارلوت و‌ساشا بانكس أصبحوا في عداوة مع بايلي، التي شكلت فريق مع ناتاليا التي هزمت شارلوت بالأقصاء بعد تدخل ساشا بانكس في حلقة 27 مارس من عرض أن أكس تي. العداوة بين شارلوت و‌بايج أنتهت في 24 أبريل حين شارلوت و‌ساشا بانكس أنتصروا على بايج و‌أيما بتثبيت شارلوت لبايج.
في أوائل مايو، شارلوت نافست في مسابقة سيدات أن أكس تي، أنتصرت على أيما في الجولة الأولى اليكسا بليس في نصف النهائي، ناتاليا في النهائي لتصبح بطلة بطولة سيدات ان اكس تي لأول مرة بعرض أن أكس تي تيك أوفر تاريخ 29 مايو. وبعد غياب 4 شهور كاملين عن العرض، سمر راي عادت لعرض أن أكس تي تاريخ 6 يونيو، وقامت بتشتيت بايلي لتمنح شارلوت الأنتصار، وبعد ذلك هاجموا فريق BFFs بايلي ولكن العائدة بايج و‌أيما قاموا بانقاذها. مما دفع ذلك لأقامة مباراة فرق نساء سداسية والتي خسرها فريق BFFs بعد تثبيت بايلي لشارلوت. في 3 يوليو عرض أن أكس تي، شارلوت حضت بأنتقامها من بايلي في مباراة فرق، حين فازت شارلوت و‌ساشا بانكس على بايلي و‌بيكي لينش، بعدها شارلوت تركت ساشا بانكس وحدها في الحلبة لتهاجم من قبل بايلي، بعد المباراة ساشا بانكس قامت بشكل رسمي بحل فريق BFFs في فقرة كانت خلف الكواليس في تلك الليلة.

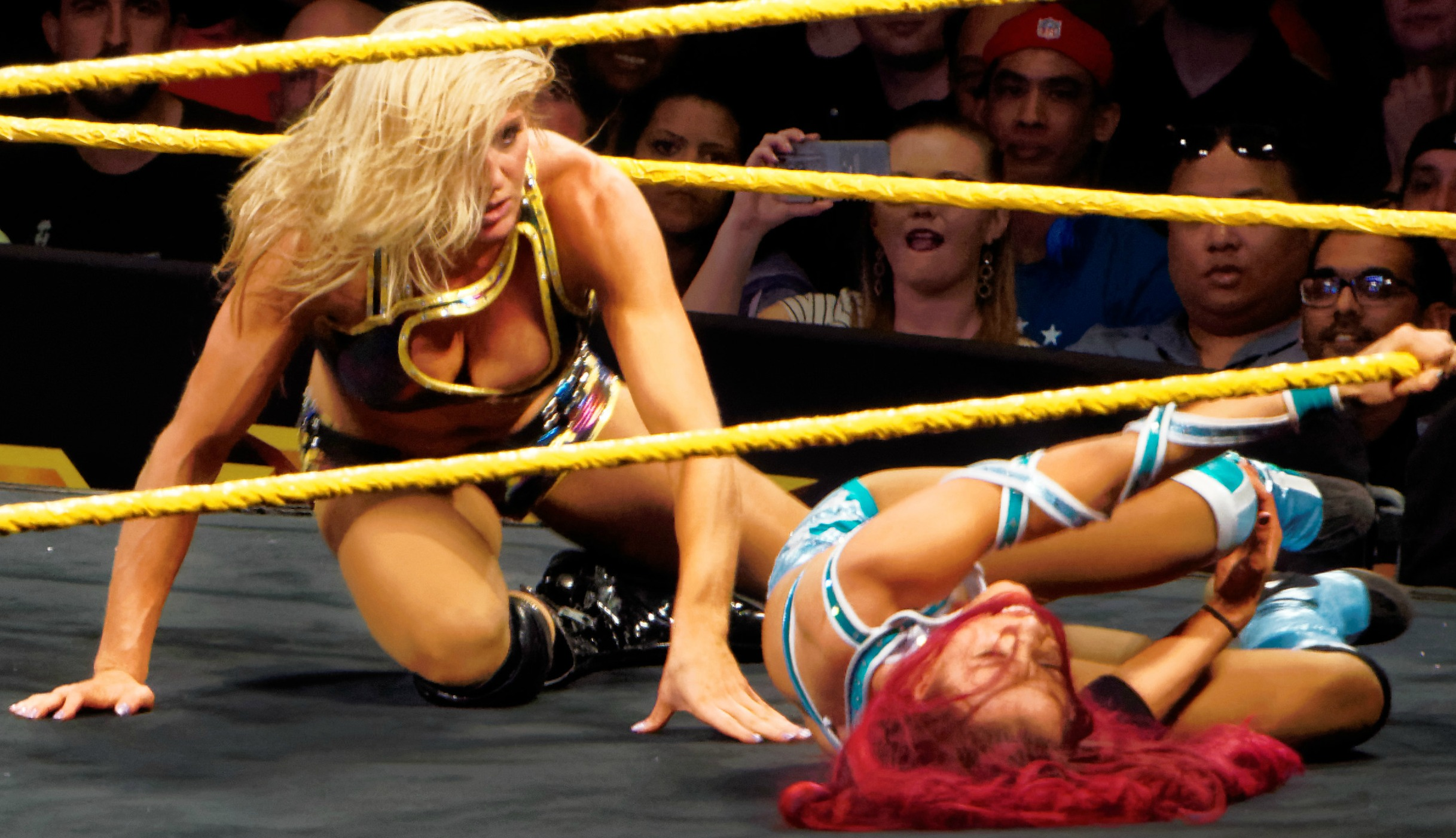
فلير تصارع ساشا بانكس خلال عرض محلي في مارس 2015

في 24 يوليو عرض أن أكس تي، شارلوت دافعت عن بطولة سيدات ان اكس تي بنجاح أمام سمر راي. شارلوت بعدها تمكنت من الفوز على بايلي في عرض أن أكس تي تايك أوفر: فيتال 4 واي تاريخ 11 سبتمبر لتحتفظ ببطولة سيدات ان اكس تي، بعد ذلك قامت بأيقاف ساشا بانكس من مهاجمت بايلي، وبعد هزيمة بايلي في مباراة الأعادة تاريخ 2 أكتوبر في عرض أن أكس تي، قامت برفع يد بايلي قبل ان تحضنها وتصافحها، مما أدى إلى تحول شارلوت إلى الشخصية المحبوبة. بعد ذلك، شارلوت و‌بايلي بدؤوا عداوة مع ساشا بانكس ورفيقتها بيكي لينش طوال الأسابيع القليلة التالية. شارلوت ظهرت لأول مرة في العروض الرئيسية في مناسبة جوائز السلامي في عرض راو تاريخ 8 ديسمبر، حين خسرت أمام ناتاليا في مباراة ليست على اللقب. شارلوت حافظت على بطولة سيدات ان اكس تي أمام ساشا بانكس في عرض أن أكس تي تايك أوفر: أر أيفلوشن تاريخ 11 ديسمبر وفي مباريات الأعادة التي كانت بتاريخ 25 ديسمبر و21 يناير 2015 في عرض أن أكس تي، على التوالي. وفي عرض أن أكس تي تايك أوفر: ريفل، شارلوت خسرت البطولة لصالح ساشا بانكس في مباراة كانت رباعية على اللقب التي شارك فيها أيضا كل من بايلي و‌بيكي لينش، منهية فترة حملها للبطولة ب258 يوم. وفشلت بأستعادة البطولة في مباراة الأعادة أمام ساشا بانكس التي وقعت تاريخ 4 مارس بعرض أن أكس تي.
في عرض أن أكس تي تايك أوفر: أنستوبيبل تاريخ 20 مايو، شارلوت أتحدت مع بايلي لهزيمة أيما و‌دانا بروك، وبعد هزيمة أيما و‌دانا بروك مرة أخرى في عرض أن أكس تي تاريخ 8 يوليو، هذه المرة
اتحدت مع عدوتها ساشا بانكس، شارلوت قامت بتحدي ساشا بانكس على بطولة سيدات ان اكس تي وقبلت ساشا بانكس التحدي. خاضوا مباراتهم في الأسبوع التالي من عرض أن أكس تي تاريخ 15 يوليو، وحافظت ساشا بانكس على البطولة، بعد المباراة الأثنتان حضنتا بعضيمها وقامت ساشا بانكس برفع يد شارلوت كعلامة على الأحترام.

#### ثورة النساء و‌بطلة الديفاز(2015-2016)

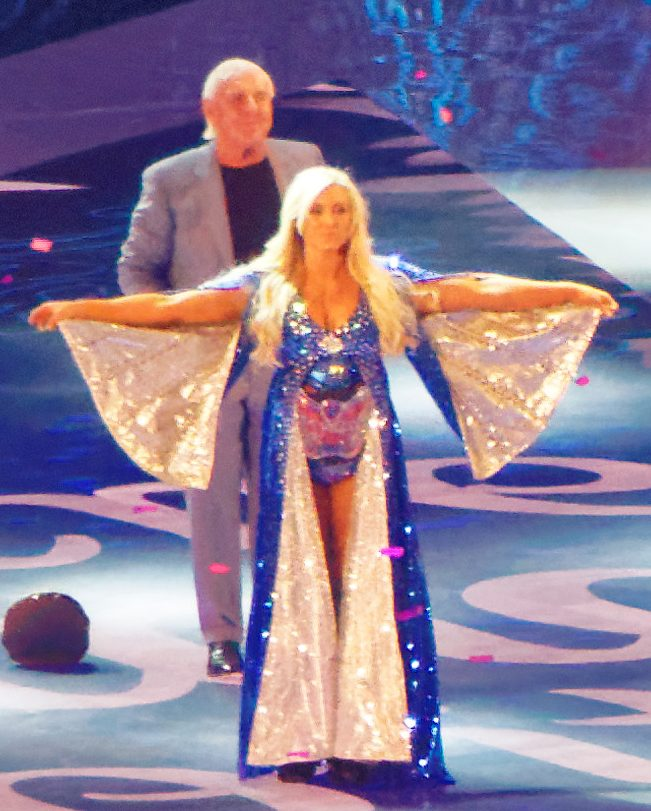
فلير كبطلة الديفاز مع والدها خلال دخولها للحلبة بعرض راسلمينيا 32.

شارلوت ظهرت لأول مرة بشكل رسمي في العروض الرئيسية في 13 يوليو عرض راو، مع كل من بيكي لينش و‌ساشا بانكس، بعد أن بدأت ستيفاني مكمان ثورة في قسم النساء الخاص بالدبليو دبليو إي وأتحدت شارلوت و‌بيكي لينش مع بايج التي كانت في عداوة مع فريق البيلا (أليشا فوكس و‌بري ونيكي بيلا)، ساشا بانكس أتحدت مع كل من نايومي و‌تامينا وبدا شجار بين الفرق الثلاثة. الثلاثي شارلوت و‌بيكي لينش و‌بايج قاموا بإطلاق على فريقهم أسم PCB (بي سي بي) -أول حرف من أسمائهم- شارلوت ظهرت لأول مرة في العروض الشهرية الخاصة بالWWE في 19 يوليو بعرض باتل غراوند، شارلوت أنتصرت على بري و‌ساشا في مباراة ثلاثية. الثلاثة فرق تواجهوا في سمرسلام (2015) في مباراة ثلاثية أقصائية، وأنتصر فريق PCB بعد أن قامت بيكي لينش بتثبيت بري بيلا.
في 31 أغسطس، شارلوت تغلبت على فريقها وبقيت النساء في أول تحدي أهزم الوقت خاص بالنساء -Beat the Clock- وبذلك أصبحت المنافسة الأولى على بطولة الديفاز أمام نيكي بيلا. تم الأعلان عن المباراة لعرض ليلة الأبطال. في 14 سبتمبر عرض الراو، لعبت المباراة وفازت شارلوت بالمباراة ولكن لم تفز باللقب وذلك بسبب أنها قامت بتثبيت بري بدل من تثبيت نيكي -لانهم قاموا بالتبديل خلال المبارة- وبذلك تمكنت نيكي من كسر رقم إيه جاي لي كأطول بطلة تحمل بطولة الديفاز. في 20 سبتمبر عرض ليلة الأبطال، شارلوت لعبت مباراة الأعادة وتمكنت من هزيمة نيكي بيلا وأصبحت لأول مرة بطلة بطولة الديفاز. خلال أحتفال شارلوت بالأنتصار، في الليلة التالية في عرض الراو، بايج أنقلبت على صديقاتها. خلال شهر أكتوبر، بدا ان بايج تصالحت مع شارلوت وبيكي لينش. شارلوت حافظت على البطولة أمام نيكي بيلا في عرض هيل أن ذا سيل. شارلوت نجحت بالحفاظ على البطولة في ثلاث مناسبات أمام بايج، في عرض سرفايفر سيريس (2015) تاريخ 22 نوفمبر، وفي الليلة التي تليها في عرض الراو، وفي عرض تي إل سي تاريخ 13 ديسمبر.
في 30 نوفمبر عرض الراو، بدأت شارلوت بالتلميح على انها بالشخصية المكروهة وذلك عندما أنتصرت على بيكي لينش عندما قام بتزيف أصابة لها فركبتها وذلك بعد تدخل والدها. خلال شهر ديسمبر، العلاقة بين شارلوت وبيكي لينش أستمرت بالتوتر. وبعد أن خسرت لها في عرض 4 يناير 2016، شارلوت قامت بمهاجمتها وتحولت بذلك للشخصية المكروهة. شارلوت نجحت بالحفاظ على البطولة بعد ثلاثة أيام في عرض سماك داون وعرض رويال رامبل 2016 تاريخ 24 يناير. في 1 فبراير عرض الراو، بعد أن خسرت شارلوت لصالح بري بيلا في مباراة لست على البطولة، الأثنتان تواجها في عرض فاستلاين 2016 تاريخ 21 فبراير، وأنتصرت شارلوت بتلك المباراة. هي أيضا حافظت على البطولة في عرض رودبلوك أمام ناتاليا تاريخ 12 مارس. وأستكملت عداوتها مع ساشا بانكس وبيكي لينش الأثنتان لعبتا مباراتان لتحديد المنافسة الأولى لشارلوت في عرض راسلمينيا 32 . المباراة الأولى أنتهت بتعادل بسبب تثبيت ثنائي -الأثنان يثبتا بعضهم في نفس الوقت- والمباراة الثانية انتهت بعد أن تدخلت شارلوت وضربت الأثنتان. ونتيجة لذلك تم تحديد مباراة ثلاثية بين ساشا بانكس وبيكي لينش وشارلوت على بطولة الديفاز في عرض راسلمينيا 32 تاريخ 3 أبريل. حين نافسوا الثلاثة على بطولة النساء الجديدة الذي حل بديلا لبطولة الديفاز. بمساعدة والدها، تمكنت شارلوت من التغلب على ساشا بانكس وبيكي لينش لتصبح أول بطلة للبطولة في أول رسلمينيا لها.

#### بطلة سيدات الراو (2016-2017)

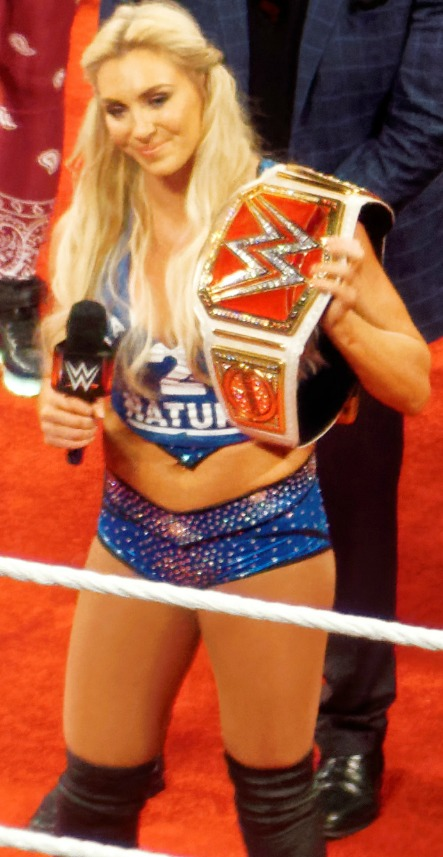
فلير مع بطولة سيدات الراو في أبريل 2016

بعد أن قاطعت ناتاليا شارلوت خلال أحتفالها في عرض الراو التالي، شارلوت نجحت لأول مرة في الحفاظ على البطولة أمامها في 11 أبريل بعرض الراو. في 18 أبريل بعرض الراو، شارلوت قوطعت من قبل ناتاليا والتي قالت أن شين مكمان حدد مباراة أعادة على بطولة السيدات بينهم في عرض بايباك 2016 وأن خالها بريت هارت بيكون متواجد بجانبها في تلك المباراة. في 1 مايو، أنتصرت فلير على ناتاليا بعد أن انهئ الحكم شارلز روبنسون خلال تنفيذ شارلوت لحركة الأستسلام شاربشوتر على ناتاليا -والتي هي حركتها الخاصة وحركة خالها- وناتاليا لم تستلم في أعادة منه لحادثة مونتريال سكرو جوب. بعد المباراة ناتاليا وبريت هارت نفذوا حركتهم الخاصة -شاربسوتر- على شارلوت وريك فلير. في عرض إكستريم رولز، شارلوت مرة أخرى أنتصرت على ناتاليا وأستعادت البطولة في مباراة أستسلام وكان ريك فلير ممنوع من التواجد بجوار الحلبة، ولكن تدخلت دانا بروك بينما كانت ترتدي لباس ريك فلير كتشتيت. في الليلة التالية، شارلوت أنقلبت على والدها بزعم منها انه لم بعد له حاجة وضمت نفسها لدانا بروك. في عرض ماني إن ذا بانك تاريخ 19 يونيو، شارلوت ودانا بروك أنتصرتا على ناتاليا وبيكي لينش. وبعد خسارتين -ليست على البطولة- لصالح بايج، شارلوت أنتصرت عليها في 20 يونيو بعرض الراو بمساعدة من دانا بروك التي ساعدت شارلوت فالهجوم على بايج بعد المباراة حتى أتت ساشا بانكس وساعدتها وأشعلت العداوة بينهم. مما أدى على إلى مباراة فرق في الأسبوع التالي بعرض الراو، بانكس وبايج أنتصروا. وبعد هجوم متعدد ومباريات بين بروك وبانكس. تم تحديد مباراة فرق في عرض باتلقراوند تاريخ 24 يوليو، حيث هزمت شارلوت وبروك من قبل ساشا بانكس وشريكها الغامض بايلي.
بعد أن تم نقلها إلى عرض الراو في كجزء من مشروع WWE Draft -تبادل النجوم- في 19 يوليو. شارلوت ظهرت لأول مرة في العرض تاريخ 25 يوليو، حين خسرت بطولة السيدات إلى ساشا بانكس، بعد حملها للبطولة لمدة 113 يوما. وتم تحديد مباراة إعادة في سمر سلام. في 1 أغسطس بعرض الراو، شارلوت تلقت المساعدة من قبل دانا بروك لتنتصر في المباراة أمام ساشا بانكس، مما أدى إلى ان تنتصر ساشا بانكس في مباراة ليست على البطولة أمام دانا بروك في الأسبوع التالي فعرض الراو تاريخ 8 أغسطس مما منعا من التواجد بجوار الحلبة في سمر سلام. في العرض تاريخ 21 أغسطس، نجحت شارلوت في أسعادة البطولة من ساشا بانكس، وبذلك أصبحت بطلة للمرة الثانية . في عرض كلاش أوف شامبيونز تاريخ 25 سبتمبر، شارلوت نجحت فالحفاظ على البطولة -الذي أصبح أسمه بطولة سيدات الراو بعد أختراع بطولة سيدات سماك داون - في مباراة ثلاثية أمام ساشا بانكس وبايلي. ومع ذلك، في مباراة واحد ضد واحد أمام ساشا بانكس في المباراة الرئيسية -المين أيفنت- بعرض الراو، شارلوت خسرت البطولة مرة أخرى . خلال هذه الفترة شارلوت بدأت تستخدم أسم شارلوت فلير . في عرض هيل أن سيل في أكتوبر 2016، فلير أستعادت البطولة من ساشا بانكس في أول مباراة هيل أن سيل للنساء لتصبح بذلك بطلة للمرة الثالثة . كذلك هذه المباراة هي أول مباراة نساء تتصدر عرض شهري لـWWE . في الليلة التالية بعرض الراو، تم الكشف ان فلير هي قائدة فريق نساء الراو لعرض سرفايفر سيريس تاريخ 20 نوفمبر، حيث أنتصر فريق الراو على فريق سماكداون وكانت فلير وبايلي هم الناجيان من فريق الراو . بعد المباراة، شارلوت هاجمت بايلي. في الليلة التالية بعرض الراو، فلير قالت انها هاجمت بايلي بسبب ان بايلي لم تعد زميلتها فالفريق . ساشا بانكس طالبت بمباراة الأعادة الخاصة بها، وافقت شارلوت ولكن بشرط ان تكون المباراة في في مسقط رأسها. المباراة أنتهت بدون فائز ولكن أستكملت كمباراة تثبيت في أي مكان وأنتصرت ساشا بانكس في المباراة . بعد المباراة، ريك فلير أتئ للحلبة وأحتفل مع ساشا بانكس بالفوز . مباراة 30 دقيقة أيرون مان تم تحديدها بين الأثنتان في عرض رودبلوك تاريخ 18 ديسمبر. والتي أنتهت كتعادل 2-2 ولكن فلير أنتصرت على ساشا بانكس وأصبحت 2-3 بعد منحهما وقت أضافي وبذلك أصبحت بطلة لبطولة سيدات الراو لأربع مرات، وكذلك أنتهاء عداوتها مع ساشا بانكس ولا يسمح لها بالمطالبة بمبارة أعادة.
في عرض الراو التالي، فلير أطلقت على نفسها «أعظم مصارعة على الأطلاق» ولكن تمت مقاطعتها من قبل بايلي وبدات عداوة بين الأثنتان، مما أدى إلى أن تصبح بايلي المنافسة الأولى على البطولة في عرض رويال رامبل 2017 تاريخ 29 يناير 2017, حيث نجحت فلير بالحفاظ على البطولة. في عرض 13 فبراير عرض الراو، فلير خسرت بطولة سيدات الراو في المين أيفنت لصالح بايلي، وفشلت في محاولة أستعادة البطولة بمباراة الأعادة في عرض فاستلاين2017 تاريخ 5 مارس ومسجلة الخسارة الأولى لها في العروض الشهرية بعد 16 أنتصار متتالي. في راسلمينيا 33، فلير شاركت في مباراة رباعية أقصائية على بطولة سيدات الراو مع كل من نايا جاكس وبايلي وساشا بانكس، حيث تمكنت بايلي من الحفاظ على البطولة بعد أن أقصائها شارلوت .

#### سماكداون لايف(2017-إلى الآن)
في 11 أبريل 2017، شارلوت أنتقلت إلى عرض سماكداون لايف خلال فترة «سوبرستارز شيك أب- خلط النجوم» وقدمت من قبل شين مكمان. في 18 أبريل 2017، في عرض سماكداون لايف، بعد أن واجهت ناتاليا تامينا وكارميلا خلف الكواليس، فلير خرجت للحلبة وطالبت بمباراة على بطولة سيدات سماك داون وهوجمت من قبل نايومي قبل أن يعلن شين مكمان عن مباراة بين الأثنتان . حيث أن أنتصرت فلير تحصل على فرصتها . لاحقا في تلك الليلة أنتصرت فلير على نايومي. في الأسبوع التالي من عرض سماكداون لايف، خلال مباراة فلير ونايومي لبطولة سيدات سماك داون أنتهت بدون فائز بسبب تدخل كل من ناتاليا تامينا وكارميلا. وبذلك أحتفظت نايومي بالبطولة . هذه المباراة جعلت شارلوت فلير تصبح أول امرأة في تاريخ WWE تتصدر كل من عرض الراو وعرض سماكداون وعرض شهري لWWE .

## وسائل إعلام الأخرى
فلير ظهرت في عدد يناير 2016 من مجلة اللياقة والعضلات (مجلة). فلير ظهرت لأول مرة في ألعاب الفيديو كشخصية قابلة للعب في لعبة WWE 2K17. فلير هي أساس شخصية الملكة أليزابيث في أنمي النمر المقنع دبليو.

## الحياة الشخصية
تم القبض على فلير في 5 سبتمبر 2008 في تشابل هيل بولاية كارولاينا الشمالية للاعتداء على ضابط شرطة بعد معركة شاركت فيها فلير وحبيبها ووالدها. اعترفت بالذنب في تهمة أقل وحكم عليها بالسجن لمدة 45 يوما، والتي تم تعليقها للمراقبة تحت الإشراف مع غرامة 200 دولار.
تزوجت ريكي جونسون في مايو 2010. في عام 2013، فلير تزوجت للمرة الثانية لتوماس لاتمير، مصارع زميل معروف باسمه في الحلبة برام. تم الانتهاء من طلاقهم في 29 أكتوبر 2015، في ولاية فلوريدا.
فلير لديها عدة وشوم، بما في ذلك قلبان فوق خصرها، وقلب على معصمها الأيسر، اقتباس من الكتاب المقدس -الأنجيل- على الجانب الأيسر من جذعها «أحرس قلبك فوق كل شي، لأنه سيحدد مسار حياتك», صليب على جذعها الأيمن، اقتباس على ساعدها الأيمن «قليل من الصبر» من أغنية الفرقة المشهورة غنز آن روزز أغنية «صبر», الوشمان الأخيران هم تكريم لأخوها الراحل ريد فلير الذي توفي في مارس 2013.

## في المصارعة
- الضربة القاضية
  - فيجر أيت ليجلوك
  - ناتشورال سيلكشن
- حركات معروفة بها
  - بيج بوت
  - مونسولت
  - باك برايكر ستانر
  - شارلوت ويب
  - فيجر فور هيدسيزرز
  - سبير
  - سوينينج نيكبريكر
  - نيلنج نيكبريكر
  - ني أيدج شوب
  - رينينج جمبينج ني دروب
- ألقابها
  - «فتاة أبيها الصغيرة»
  - «أقذر لاعبة في المجال»
  - «فتاة الطبيعة»
  - «فلير الخاصة بأن أكس تي»
  - «الملكة»
  - «اللاعبة المتفوقة وراثيا»
- المدراء
  - دانا بروك
  - ريك فلير
- أغاني الدخول
  - «ريككنشين» (29 مايو 2014 - حتى الآن) (NXT/WWE) من قبل CFO$
  - «ريسبكتفول» (23 مايو 2016 - 13 مارس 2017 حين مرافقة دانا بروك) (WWE) من قبل CFO$

## البطولات والإنجازات
- مجلة برو رسلينق أليستريتد
  - عداوة السنة (2016) ضد ساشا بانكس
  - صاعد السنة (2014)
  - أفضل مصارعة لهذه السنة (2016)

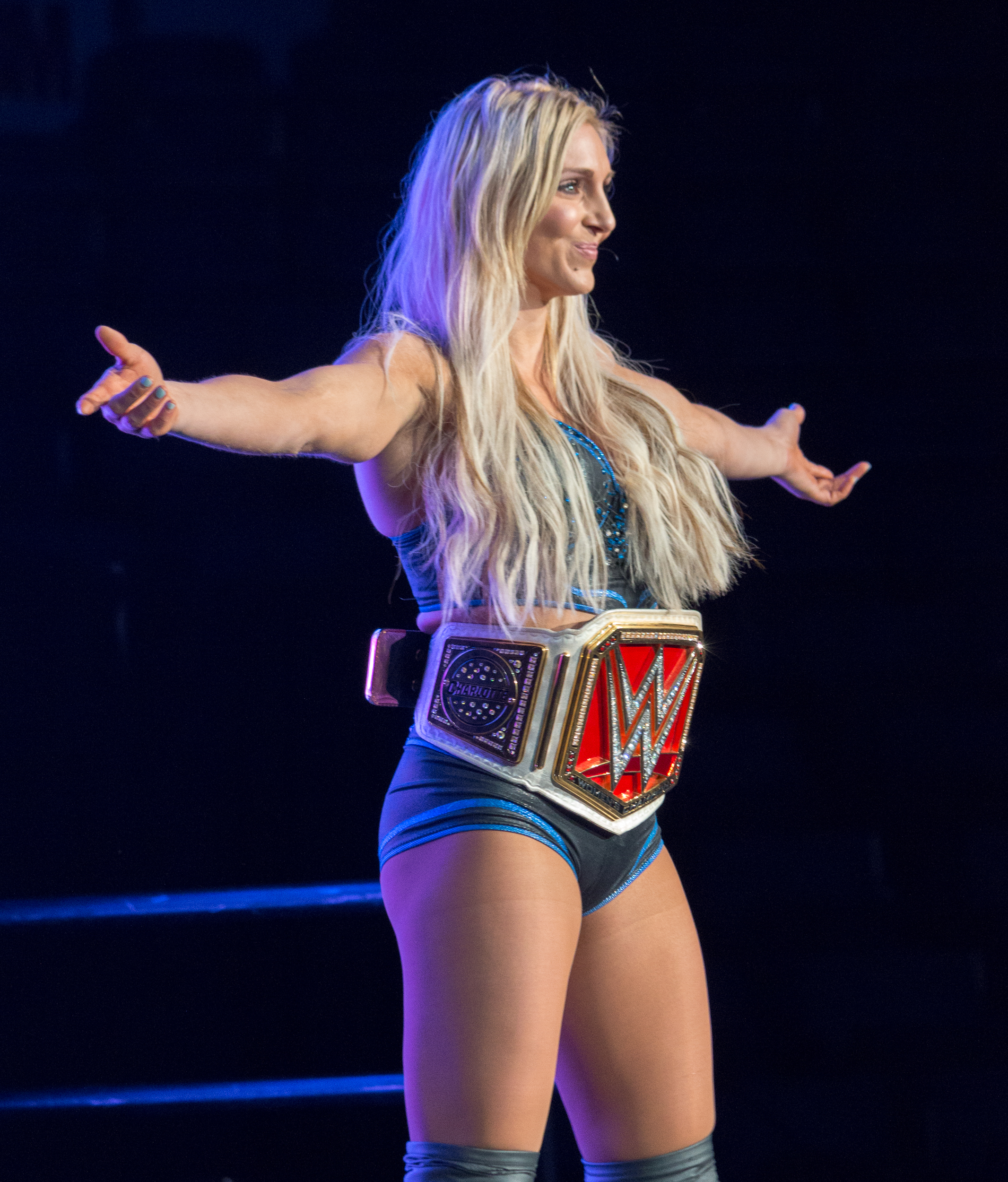
فلير مع بطولة الراو للسيدات التي حققتها 4 مرات

  - تم تصنيفها في المرتبة 1# في قائمة أفضل 50 مصارعة لهذا العام (2016)
- نشرة ريسلنق أوبزيرفر
  - أسوء عداوة في السنة (فريق PCB ضد فريق BAD ضد فريق البيلا)
  - أسوء شي أستخدم للترويج (2015) - أستخدام موت ريد فلير في مشهد
- دبليو دبليو إي
  - بطولة الديفاز (مرة واحدة - أخر بطلة)
  - بطولة سيدات سماك داون (خمس مرات)
  - بطولة سيدات رو (4 مرات - أول بطلة)
- دبليو دبليو إي إن إكس تي
  - بطولة سيدات ان اكس تي (مرتين)
  - مسابقة سيدات أن أكس تي (2014)
  - رويال رامبل 2020

## وصلات خارجية
- شارلوت فلير على موقع دبليو دبليو إي (الإنجليزية)
- شارلوت فلير على موقع WrestlingData.com (الإنجليزية)
- شارلوت فلير على موقع CageMatch worker (الإنجليزية)
- شارلوت فلير على موقع قاعدة بيانات المصارعة على الإنترنت (الإنجليزية)
- شارلوت فلير على موقع عالم المصارعة على الإنترنت (الإنجليزية)
- شارلوت فلير على موقع عالم المصارعة على الإنترنت (الإنجليزية)

- شارلوت فلير في دبليو دبليو إي دوت كوم
- شارلوت فلير على موقع IMDb (الإنجليزية)
- شارلوت فلير على موقع قاعدة بيانات الفيلم (الإنجليزية)
- شارلوت فلير على موقع كينوبويسك (الروسية)